# Полибино (Подгородненское сельское поселение)
Полибино — деревня в Торопецком районе Тверской области России. Входит в состав Подгородненского сельского поселения.

## История
На топографической трёхвёрстной карте Фёдора Шуберта 1867—1906 годов обозначена деревня Полибина. Имела 4 двора.
На карте РККА 1923—1941 годов обозначена деревня Полибино. Имела 5 дворов.

## География
Деревня расположена в центральной части района, в 3,5 км к востоку от автодороги Торопец — Плоскошь. Находится на расстоянии примерно 18 км.
Климат
Деревня, как и весь район, относится к умеренному поясу северного полушария и находится в области переходного климата от океанического к материковому. Лето с температурным режимом +15…+20 °С (днём +20…+25 °С), зима умеренно-морозная −10…−15 °С; при вторжении арктических воздушных масс до −30…-40 °С.
Среднегодовая скорость ветра 3,5—4,2 метра в секунду.

## Население
| 2010 |
| ---- |
| 1    |

По состоянию на 2002 год в деревне проживало 7 человек.
Национальный состав
Согласно результатам переписи 2002 года русские составляли 86 % населения деревни.